# Đại cung điện Vương thất Caserta
Đại cung điện Vương thất Caserta là một cung điện vương thất nằm ở Caserta, Campania, Ý. Cung điện thuộc về nhà vương thất của Bourbon vua Napoli. Nó là "cung điện lớn nhất thế giới theo thể tích" với hơn 2 triệu mét khối (70 triệu cubic feet).Cung điện được UNESCO công nhận là di sản thế giới từ năm 1997.

## Lịch sử
Việc xây dựng cung điện bắt đầu vào năm 1752 làm nơi ở của vua Carlo VII của Napoli, người đã làm việc chặt chẽ với kiến trúc sư của ông, Luigi Vanvitelli. Khi Charles nhìn thấy mô hình quy của Vanvitelli cho cung điện, ông đã xúc động trước quy mô to lớn của công trình. Cuối cùng, ông không bao giờ ngủ một đêm tại Reggia, khi ông thoái vị vào năm 1759 để trở thành vua của Tây Ban Nha, và dự án chỉ được hoàn thành một phần bởi con trai thứ ba và người kế vị của ông, Ferdinando IV của Napoli.
Caserta được Vanvitelli lấy cảm hứng từ cung điện Versailles, Pháp. Mặc dù rất khác biệt về bố cục và lối trang trí, song Vanvitelli đã gộp công trình thành một tổ hợp vừa là nơi ở cho hoàng tộc, vừa là cơ quan lớn có nhiều bộ máy hành chính và chính trị quốc gia. Đây là một phần của toàn bộ ý tưởng về cung điện khi nó được Mario Gioffredo đề xuất lần đầu tiên vào khoảng năm 1750. Theo Hersey, cung điện sẽ là "một thành phố nhỏ, không chỉ là nơi ở của triều đình và nhà vua mà còn là nơi ở của tất cả các chính trị gia và giới tinh hoa văn hóa của Vương quốc Hai Sicilie. Với nhiều chức năng như: trường đại học, bảo tàng, thư viện, v.v...

## Phần cung điện
Cung điện được gọi là sáng tạo tuyệt vời nhất của kiến trúc Baroque Ý. Cung điện có 5 tầng, 1.200 phòng, bao gồm 20 căn hộ cỡ lớn, 1742 cửa sổ, 34 cầu thang, 1026 lò sưởi. Mặt bằng cung điện có hình chữ nhật bốn nhánh trực giao (vuông góc) tạo ra bốn sân trong. Chu vi cỡ 247 × 184m. Có diện tích khoảng 47.000 m². Trong số tất cả các dinh thự vương thất được lấy cảm hứng từ Cung điện Versailles, Caserta là cung điện có điểm giống nhất với mô hình ban đầu: tầng thượng có lan can con tiện bao bọc sân thượng và mặt tiền được thiết kế hơi đơn điệu. Như tại Versailles, một cầu dẫn nước lớn đã được xây dựng để dẫn nước cho các đài phun nước hoành tráng. Giống như tiền thân của nó ở Pháp, cung điện được thiết kế để phô trương quyền lực và sự hùng vĩ của một chế độ quân chủ Bourbon.
Cung điện vương thất có hơn 40 phòng hoành tráng được trang trí hoàn toàn bằng các bức bích họa trong khi Versailles chỉ có 22 phòng được trang trí bích họa.

## Công viên
Các công viên vương thất của Caserta trải dài dài 3 km, với việc phát triển miền Nam-Bắc, khoảng 120 ha. Tại trung tâm của mặt tiền phía sau của tòa nhà chi nhánh ra hai con đường song song dài bao gồm xen một loạt các đài phun nước ấn tượng rằng, bắt đầu từ rìa phía bắc của vườn Ý, liên kết đến đây các Khu vườn Anh:
- Đài phun nước Margherita;
- Bath và Fountain cá heo;
- Bath và Fountain của Aeolus;
- Bath và Fountain của Ceres;

Thác nước và Fountain of Venus và Adonis;
Các đài phun nước của Diana và Actaeon, chi phối bởi các thác lớn.
Các hồ chứa đang cư trú của nhiều loài cá, đặc biệt là cá chép và cá diếc, và bạn sống một loài thực vật thủy sinh Myriophyllum spicatum và Potamogeton crispus.
Nước của cung điện sử dụng được đem đến từ Cầu máng 3 tầng Vanvitelli gần đó.

## 
1. ↑  "Con số về Reggia di Caserta". 13 Tháng 1, 2013